# Ercolobere
Ercolobere ist ein Stadtteil der osttimoresischen Stadt Aileu (Verwaltungsamt Aileu, Gemeinde Aileu).

## Geographie und Einrichtungen
Ercolobere liegt im Süden der Gemeindehauptstadt Aileu, der sich im Nordosten der Aldeia Kabasfatin (Suco Seloi Malere) befindet. Nördlich liegt das Stadtzentrum mit dem Stadtteil Malere und westlich der Stadtteil Kabasfatin. Im Osten fließt der Fluss Mumdonihun, der zum System des Nördlichen Laclós gehört.
In Ercolobere befinden sich die katholische Grundschule Escola dos Flores und der Fußballplatz.